# Pic Glacier
Le pic Glacier, en anglais Glacier Peak, est une montagne des États-Unis située dans l'État de Washington. Il est l'un des sommets les plus élevés de la chaîne des Cascades et de l'arc volcanique des Cascades avec 3 213 mètres d'altitude. Ce volcan couvert de glaciers a connu sa dernière éruption il y a environ 300 ans. D'accès peu aisé, son ascension ne requiert pas d'entrainement particulier mais les sentiers qui conduisent au sommet demandent plusieurs jours de marche.

## Toponymie
Le pic Glacier doit son nom à la douzaine de glaciers qui le recouvrent et qui descendent ses pentes, ce qui n'est pas le cas des autres montagnes environnantes. Ce toponyme signifie littéralement « Pic du Glacier » en français mais le nom anglais est généralement utilisé tel quel.
En lushootseed, la langue parlée entre autres par les Sauk-Suiattle, les Amérindiens vivant dans la région du pic Glacier, la montagne est appelée Tda-ko-buh-ba, Takobia ou encore DaKobed ce qui signifie en français « Grand-parent ».

## Géographie

### Localisation
Le pic Glacier est situé dans le Nord-Ouest des États-Unis, dans la chaîne des Cascades et l'arc volcanique des Cascades. Administrativement, il se trouve dans le comté de Snohomish, dont il constitue le point culminant, dans l'État de Washington,. Il est entouré au nord et au nord-ouest par de nombreuses montagnes dont la Meadow Mountain, la Lime Mountain, le Grassy Point ou encore la Vista Ridge, à l'est par la partie supérieure de la vallée de la rivière Suiattle, du sud-est au sud-ouest par le chaînon Dakobed dont la plupart des sommets ne sont pas nommées hormis la Tenpeak Mountain, la White Mountain, le pic Portail et la Black Mountain, et enfin à l'ouest par la partie supérieure de la vallée de la rivière White Chuck. Par beau temps, le volcan est visible depuis la ville de Seattle située à environ 110 kilomètres à vol d'oiseau en direction du sud-ouest. Le Glacier Peak est inclus dans le la forêt nationale du Mont Baker-Snoqualmie et le Glacier Peak Wilderness,.
Sa position en retrait dans la chaîne des Cascades contrairement aux autres volcans de ces montagnes et l'absence de routes permettant de rallier ses pieds explique son isolement et les difficultés d'accès que les visiteurs peuvent rencontrer. L'accès en voiture se fait généralement via la ville de Darrington située au nord-ouest en remontant la vallée de la rivière Suiattle.

### Topographie

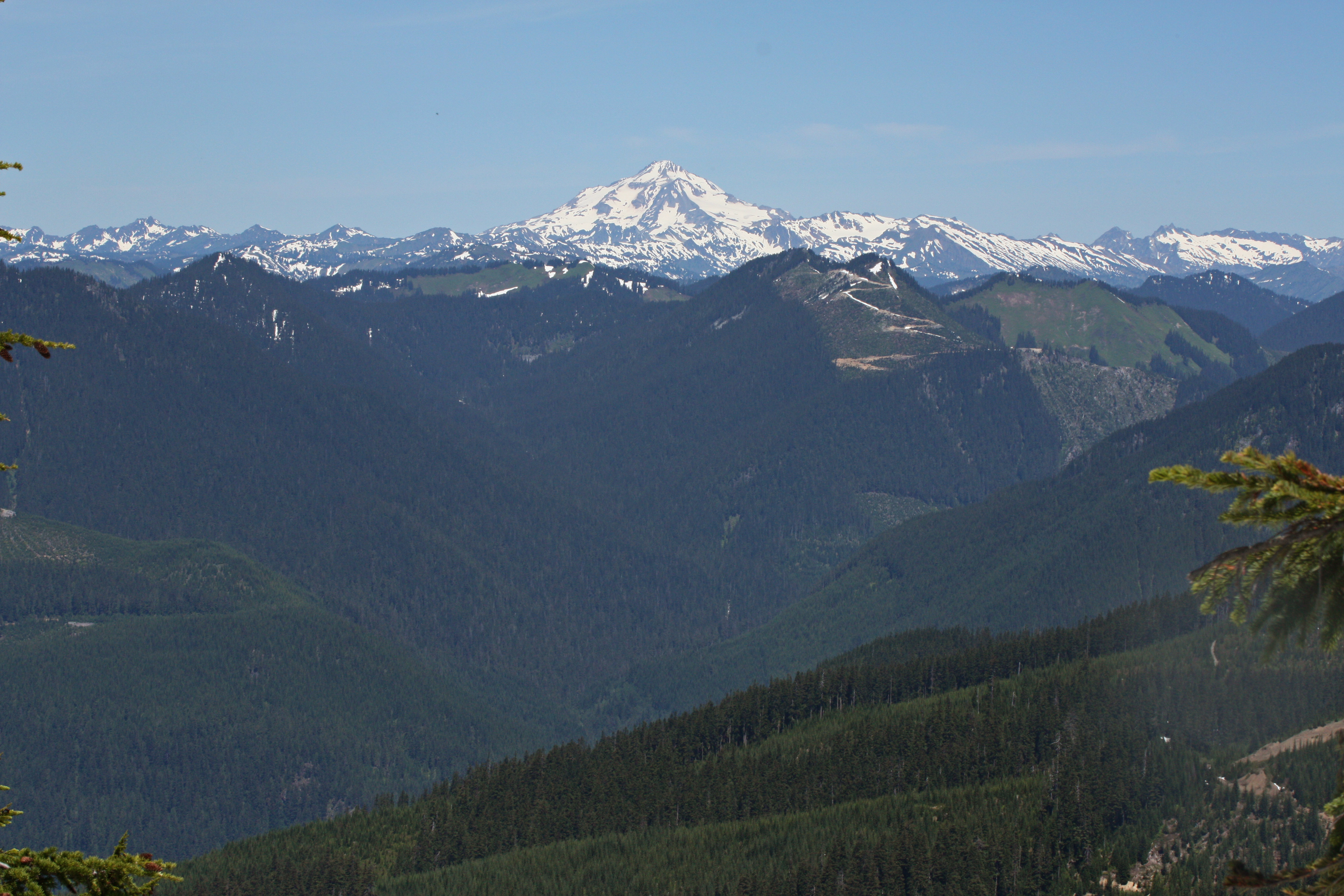
Vue distante du pic Glacier depuis le sud.

Le pic Glacier culmine à 3 213 mètres d'altitude,,,,. Le sommet se présente sous la forme d'un dôme de glace appuyé contre une masse rocheuse qui constitue le point culminant. Juste à l'ouest du sommet, un pinacle rocheux, bien que semblant plus élevé, est en réalité plus bas de 2,5 mètres environ. Cette altitude relativement élevée par rapport aux montagnes environnantes confère au pic Glacier une proéminence de 2 285 mètres, le col le plus proche étant le col Snoqualmie avec 921 mètres d'altitude, et une isolation topographique assez importante, le sommet le plus élevé le plus proche étant le mont Baker situé à 90,2 kilomètres en direction du nord-ouest.
La forme générale de la montagne est conique mais ses flancs sont ponctués de nombreux antécimes et crêtes. Les plus proéminents sont, par rapport au sommet principal, le pic Kennedy au nord-nord-ouest, le North Guardian Rock au nord-est, le pic Disappointment au sud et le Sitkum Spire à l'ouest. Entre ces sommets se trouvent une douzaine de glaciers, dont les plus étendus sont sur les faces nord et est avec le glacier Kennedy, le glacier Dusty, le glacier North Guadian ou encore le glacier Chocolate. Le pic Glacier étant situé plus à l'intérieur des terres contrairement à d'autres sommets élevés comme les monts Baker ou Rainier, il reçoit moins de précipitations que ces derniers, diminuant ainsi la taille de ses glaciers. Après un étage alpin représenté par des pelouses et des éboulis, le bas des pentes de la montagne est couvert de forêts.

### Géologie
Le pic Glacier est un stratovolcan composé de dacite andésitique ainsi que quelques cônes et petites coulées de lave basaltique. Il est édifié par-dessus des montagnes préexistantes si bien que le volcan en lui-même ne dépasse pas 1 000 mètres de hauteur. De nombreux dômes de lave se trouvent sur ses pentes et à son sommet. Ses éruptions sont de même type que celles du mont Saint Helens. Elles se traduisent par la croissance de dômes de lave qui explosent en donnant naissance à des panaches volcaniques entraînant des pluies de cendres jusqu'à 1 000 kilomètres vers l'est tandis que vers l'ouest, des nuées ardentes et des lahars empruntent les vallées jusqu'aux rivages du Puget Sound. Ces dépôts volcaniques ont partiellement comblé les vallées environnantes et ont modifié le tracé des cours d'eau,. L'érosion glaciaire de ses flancs a entamé les dépôts pyroclastiques formés par ses différentes éruptions. Du fait de cette érosion, les coulées de lave au nord-est du sommet se retrouvent perchées au sommet des crêtes.
L'activité volcanique actuelle est visible sous la forme de sources chaudes aux pieds et sur les flancs de la montagne avec les Kennedy Hot Springs à l'ouest, les Gamma Hot Springs au nord-est et les Sulphur Hot Springs au nord-nord-ouest,. Un sol chaud dépourvu de neige et de glace est aussi présent autour des dômes de lave situés juste au nord ou au sud du sommet.

## Histoire
Le pic Glacier est né il y a environ 700 000 ans. Seules six éruptions sont répertoriées sur ce volcan. Celles de 3550, 3150 et 850 av. J.-C. se sont traduites par des explosions ayant produit des nuées ardentes et des lahars. La suivante vers 200 a eu les mêmes effets mais son indice d'explosivité volcanique d'au moins 4 et son volume de téphras émis de 750 × 106 m3 sont connus. Celle vers 900 est un peu moins puissante avec un indice d'explosivité volcanique de 3 et un volume de téphras émis de 180 × 106 m3. Une éruption se serait produite vers 1300 mais la dernière s'est déroulée aux alentours de 1700. D'indice d'explosivité volcanique de 2 et ayant émis des lahars, elle a été observée par les Amérindiens,.
La première ascension du pic Glacier a été réalisée en juin 1897 par Darcy Bard, A. H. Dubor, Thomas Gerdine et Sam Strom, des membres de l'United States of Geological Survey. Sa première descente à ski est le fait de Sigurd Hall et Dwight Watson en 1938.
Aux Kennedy Hot Springs situées à l'ouest du sommet, le long de la rivière White Chuck, se trouvait un poste de rangers ainsi que des commodités pour les randonneurs qui pouvaient y faire halte. En octobre 2003, des coulées de boue dues à des inondations ont enseveli ces infrastructures.

## Ascension

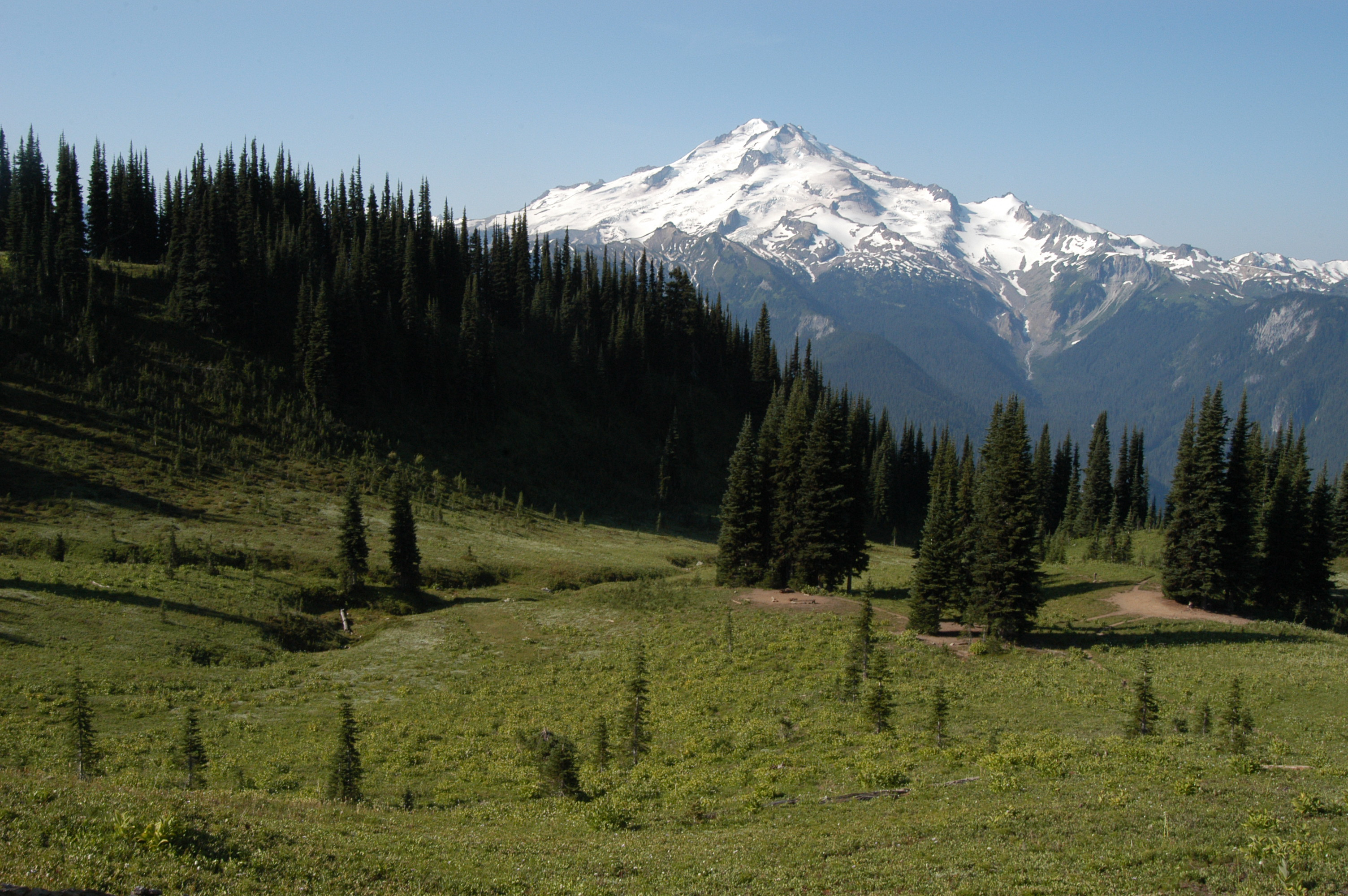
Vue du pic Glacier depuis le nord-est.

La White Chuck Trail, la voie réputée la plus facile, la plus courte et la plus fréquentée pour atteindre le sommet, démarrait au nord-ouest de la montagne, dans la vallée de la rivière White Chuck, à l'extrémité de la White Chuck Road. Avant la destruction de plusieurs tronçons de ce sentier par des inondations en octobre 2003, il remontait la vallée puis, après les Kennedy Hot Springs, entamait l'ascension de la montagne proprement dite par sa face ouest via le glacier Sitkum situé sous le sommet,. Avec un départ à 713 mètres d'altitude, cette ascension représentait 2 493 mètres de dénivelé pour un peu plus de huit kilomètres de longueur.
Depuis l'impraticabilité de cet itinéraire, le plus aisé démarre de la Pacific Crest Trail au niveau du col White à 1 937 mètres d'altitude au sud-sud-est de la montagne. Après trois à quatre jours de marche et environ 19,3 kilomètres parcourus, le sommet est atteint via le glacier White Chuck et le pic Disapointment sur la face sud. Un autre itinéraire débute à la fin de la White Chuck Road, remonte la vallée mais aux Kennedy Hot Springs, il entame l'ascension de la montagne par la face nord-ouest via la Kennedy Ridge puis le glacier Kennedy avec parfois des sections d'escalade. Un troisième itinéraire de plus de 32 kilomètres de longueur emprunte la vallée de la rivière Suiattle au départ des Sulfur Hot Springs au nord-nord-ouest du sommet. Il la contourne par le nord et l'est et entame l'ascension par la face est en remontant le torrent Chocolate puis le glacier du même nom.
La Pacific Crest Trail contourne la montagne par l'ouest et le nord. La meilleure période pour l'ascension du pic Glacier est de la fin du printemps jusqu'au milieu de l'automne, des mois de mai à octobre.